# 16438 Кнофель
16438 Кнофель (16438 Knöfel) — астероїд головного поясу, відкритий 11 січня 1989 року.
Тіссеранів параметр щодо Юпітера — 3,346.